# Nikołaj Czadajew
Nikołaj Nikołajewicz Czadajew, ros. Николай Николаевич Чадаев (ur. 9 lipca 1988 w Smoleńsku) – rosyjski szachista, arcymistrz od 2010 roku.

## Kariera szachowa
W 2003 i 2004 r. reprezentował Rosję na mistrzostwach świata juniorów w kategorii do 16 lat. W 2005 r. podzielił I m. (wspólnie z Jeleną Tairową i Aleksandrem Rachmanowem) w Mińsku oraz zwyciężył w Sierpuchowie. W 2008 r. zajął II m. (za Sananem Sjugirowem) w mistrzostwach Rosji juniorów do 20 lat. Normy na tytuł arcymistrza wypełnił w otwartych turniejach w Kawali (2008, 2009) oraz w Petersburgu (2009, memoriał Michaiła Czigorina), natomiast w 2010 r. zdobył tytuł indywidualnego mistrza Moskwy.
Najwyższy ranking w dotychczasowej karierze osiągnął 1 maja 2013 r., z wynikiem 2591 punktów zajmował wówczas 52. miejsce wśród rosyjskich szachistów.